# 유라마이아
유라마이아는 멸종한 진수하강 극초기 포유동물의 한 속으로 중국의 랴오닝성 서부에 위치한, 쥐라기 후기(옥스포드절)에 해당하는 퇴적층에서 화석이 발견된다. 몸길이는 70~100mm 정도로 현생의 드윈턴뒤쥐(De Winton's shrew)와 비슷한 크기의 작은 체격이다. 쥐라마이아의 모식표본은 BMNH PM1343이며 모든 치아가 보존된 불완전한 두개골을 포함해 아주 또렷하고 거의 온전한 골격을 선보인다.

## 발견
모식 표본은 약 1억 6천만 년 전의 것으로 추정되는 탸오지산 층의 지안창 다시거우 산지에서 채굴된 것으로 유라마이아는 뤄제시, 위안총시, 멍칭진, 지치앙이 2011년에 처음으로 명명했으며 모식종명은 유라마이아 시넨시스(학명: Juramaia sinensis)로 정해졌다.

## 진화
유라마이아의 발견은 이전의 관점보다 3500만 년 더 일찍이 유대류의 진화로부터 갈라져 나온 연장선을 보여주는 것에서 태반 포유류 진화에 대한 새로운 시각을 제시한다. 분명한 것은 그러한 발견이 화석 기록과의 격차를 메꾸어 주며 진화의 연대 측정을 하는 첨단 DNA 기반 방식으로 추정하는 데에 도움을 준다. 앞다리뼈에서 발견된 등반 적응 흔적으로 볼 때, 진수하강의 초기 무리는 수상(樹上) 생활을 했으며 어느 면으로든 현생의 쥐들을 닮았을 것으로 여겨진다.